# Tomasz Kulesza
Tomasz Jerzy Kulesza (ur. 14 czerwca 1959 w Jarosławiu) – polski polityk, nauczyciel i samorządowiec, poseł na Sejm V, VI i VII kadencji.

## Życiorys
W 1986 ukończył studia z zakresu filologii polskiej na Wydziale Humanistycznym Wyższej Szkoły Pedagogicznej w Rzeszowie, uzyskał następnie stopień nauczyciela dyplomowanego. W 1995 ukończył studia podyplomowe z organizacji zarządzania w Wyższej Szkole Informatyki i Zarządzania. W 2011 został doktorem nauk teologicznych (specjalność teologia praktyczna) na Chrześcijańskiej Akademii Teologicznej w Warszawie, stopień naukowy uzyskał na podstawie pracy pt. Pastoralna diagnoza ryzykownych zachowań dzieci i młodzieży województwa podkarpackiego.
W 1990 został dyrektorem Zespołu Szkół Ogólnokształcących im. Książąt Czartoryskich w Jarosławiu. Pełnił też funkcje radnego i członka zarządu miasta (1994–1998), następnie w latach 2002–2005 zasiadał w radzie powiatu jarosławskiego.
Działał w Konfederacji Polski Niepodległej. W 2001 dołączył do nowo powstałej Platformy Obywatelskiej. W wyborach parlamentarnych w 2001 bez powodzenia kandydował z jej listy do Sejmu, a w wyborach w 2005 został wybrany na posła V kadencji w okręgu krośnieńskim. W wyborach parlamentarnych w 2007 po raz drugi uzyskał mandat poselski, otrzymując 9296 głosów. W wyborach w 2011 bezskutecznie ubiegał się o reelekcję, uzyskując 6976 głosów, jednak 22 grudnia tego samego roku objął mandat zwolniony przez Małgorzatę Chomycz, która została wojewodą podkarpackim. W 2014 kandydował na burmistrza Jarosławia, zajmując 3. miejsce spośród 6 kandydatów. W 2015 nie wystartował w kolejnych wyborach parlamentarnych. Później opuścił PO. W październiku 2016 uczestniczył w spotkaniu założycielskim stowarzyszenia Europejscy Demokraci. W wyniku wyborów w 2018 powrócił w skład rady powiatu, startując z listy KWW Ponadpartyjna Koalicja dla Powiatu. W maju 2021 poinformowano o jego przejściu do Polski 2050. W lipcu tego samego roku dołączył do związanego z Koalicją Polską stowarzyszenia „Tak, Polska!” i został jego liderem w regionie. W 2022 został członkiem partii Centrum dla Polski. W 2024 utrzymał mandat radnego powiatu na kolejną kadencję.

## Odznaczenia
Odznaczony Brązowym Krzyżem Zasługi (2000).